# Họ Cóc tía
Họ Cóc tía (danh pháp khoa học: Bombinatoridae) là một họ trong bộ Không đuôi (Anura). Các loài cóc trong họ này có phần bụng với màu đỏ hay vàng sặc sỡ, chỉ ra rằng chúng là những loài cóc chứa rất nhiều chất độc. Họ này bao gồm 2 chi là Barbourula và Bombina, cả hai đều là những loài cóc có thân hình dẹp.
Chi Bombina chứa 6-8 loài cóc có nhiều nốt sần trên da, bán thủy sinh và đáng chú ý nhất là phần bụng với các sắc màu sặc sỡ. Chúng thường thể hiện phản xạ cóc tía khi bị quấy rối. Con vật sẽ uốn cong lưng và các chân để lộ ra phần bụng có màu sặc sỡ và có thể lật ngửa người ra. Hành động này là để cảnh báo cho những động vật ăn thịt biết rằng chúng chứa rất nhiều chất độc. Hành vi phát ra âm thanh ở một vài loài cóc tía trong chi Bombina là bất thường ở chỗ chúng phát ra âm thanh khi hít không khí vào chứ không phải thở ra như ở các loài cóc, ếch, nhái khác. Chúng đẻ các quả trứng nhuộm màu trong ao hồ.
Các loài trong chi Barbourula có tại các đảo ở Philippines và Borneo, trong khi các loài của chi Bombina có thể tìm thấy ở nhiều nơi tại đại lục Á-Âu. Các loài cóc thuộc chi Barbourula có màu ít sặc sỡ hơn so với các loài chi Bombina và có các ngón chân có màng. Người ta không biết gì về nòng nọc của các loài chi Barbourula.
Người ta cho rằng chi Barbourula là trung gian giữa hai chi Discoglossus và Bombina, nhưng có quan hệ gần gũi hơn với chi thứ hai và vì thế được bổ sung vào họ Bombinatoridae khi họ này được tách ra từ họ Cóc lưỡi tròn (Discoglossidae).
Các hóa thạch của các loài tương tự như chi Bombina được biết đến từ thế Pliocen tới thế Pleistocen; nhưng người ta vẫn chưa tìm thấy hóa thạch nào của chi Barbourula.

## Phân loại
- Chi Barbourula
  - Barbourula busuangensis Taylor và Noble, 1924: Cóc đầu bẹt Philippine, cóc nhiệt đới Busuanga
  - Barbourula kalimantanensis Iskandar, 1978: Cóc đầu bẹt Borneo, cóc nhiệt đới Kalimantan
- Chi Bombina
  - Bombina bombina L., 1761: Cóc tía châu Âu, cóc tía bụng đỏ. Có ở Trung và Đông Âu.
  - Bombina lichuanensis Ye & Fei, trong Ye, Fei & Hu, 1993: Cóc tía Lợi Xuyên, cóc tía chân màng lớn. Có ở huyện cấp thị Lợi Xuyên (châu tự trị Ân Thi, tỉnh Hồ Bắc) và huyện tự trị dân tộc Di Mã Biên (địa cấp thị Lạc Sơn, tỉnh Tứ Xuyên).
  - Bombina maxima Boulenger, 1905 - Cóc tía, cóc tía chân màng nhỏ, cóc tía Vân Nam.
  - Bombina fortinuptialis Tian & Wu, 1978: Cóc tía gai lớn. Quảng Tây. Một số tác giả coi là đồng nghĩa của Bombina maxima.
  - Bombina microdeladigitora Liu, Hu & Yang, 1960. Cóc tía chân màng nhỏ, cóc tía Hồ Bắc. Một số tác giả coi là đồng nghĩa của Bombina maxima.
  - Bombina orientalis Boulenger, 1890: Cóc tía phương Đông. Đông Bắc Á (Nga, Trung Quốc, Triều Tiên).
  - Bombina variegata L., 1758: Cóc tía đa sắc. Trung và Nam Âu.
  - Bombina pachypus Bonaparte, 1838: Cóc bụng vàng Apennine. Đặc hữu Italy. Một số tác giả coi nó là phân loài của Bombina variegata.